# Дворец культуры «Металлист»

Дворец культуры «Металлист» — каменное здание, построенное в 1930 году на Петербургском шоссе в Твери, ныне Тверской области. Памятник архитектуры регионального значения, выявленный. В настоящее время здание используется как объект учреждения культуры.

## История

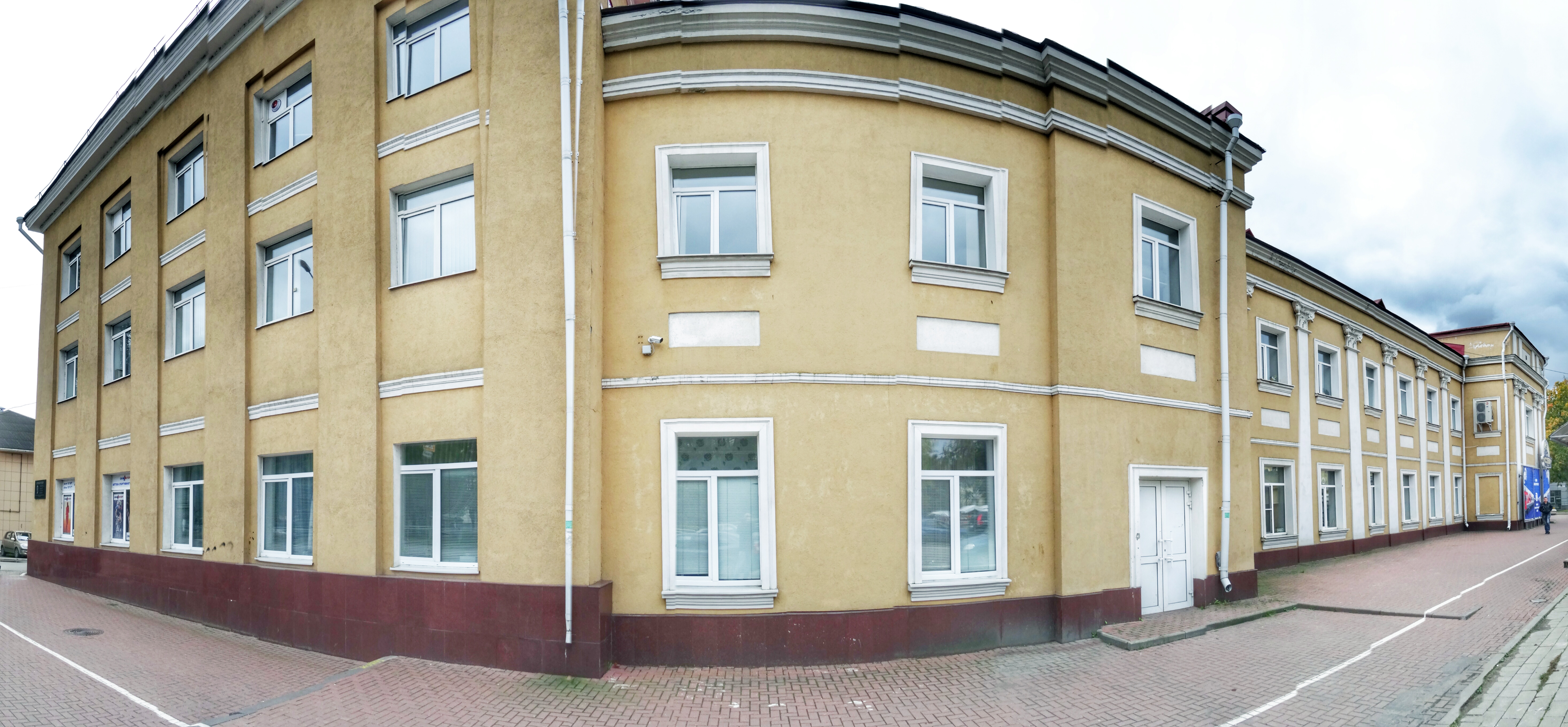
Вид сбоку

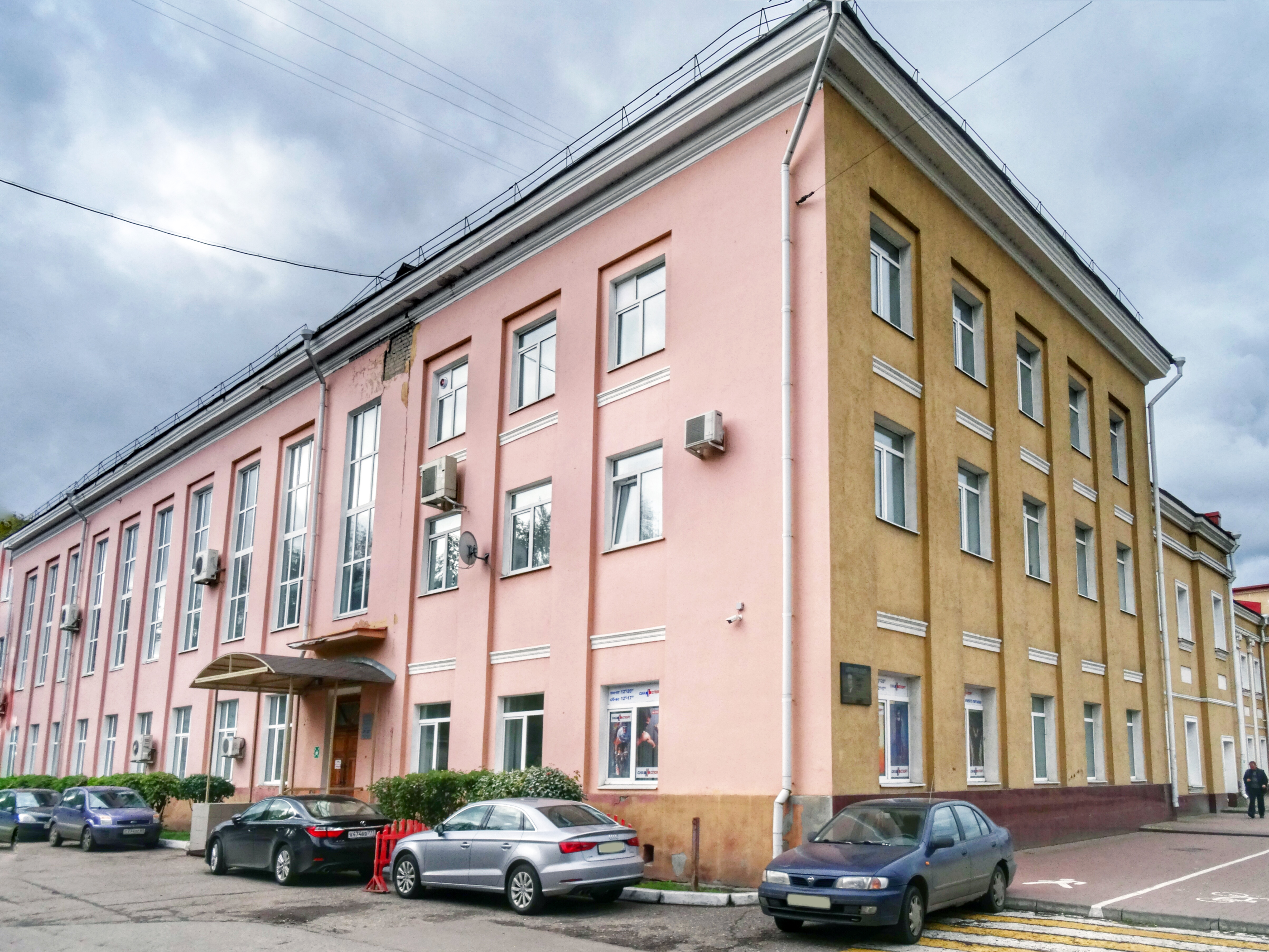
Элемент комплекса зданий дворца

7 ноября 1930 года в торжественной обстановке в городе Твери было открыто новое учреждение культуры — Дворец культуры «Металлист». Одно из крупнейших предприятий областного центра вагоностроительный завод выстроил это красивое здание. Во дворце были оборудованы просторный зрительный зал, многочисленные помещения для занятий различных кружков.
Дворец культуры «Металлист» в настоящее время имеет культурно-досуговую направленность, где специалисты в области культуры и искусства проводят массовую работу с различными группами населения. Данное учреждение предоставляет услуги просветительного и культурно-досугового характера жителям Заволжского района города Твери, работниками ОАО «ТВЗ» и членами их семей.

## ДК "Металлист"
В «Металлисте» осуществляют свою деятельность 17 самодеятельных коллективов. Руководители коллективов учреждения — около 40 специалистов с профильным высшим и средним специальным образованием, двое из них имеют почетное звание «Заслуженный работник культуры Российской федерации».
Здесь работают:
- Образцовый ансамбль танца «Летите, голуби!»;
- Народный ансамбль танца «Славяне»;
- Народный ансамбль индийского танца «Васанта»;
- Образцовый ансамбль бального танца «Маленький Экспресс»;
- Народный ансамбль бального танца «Экспресс»;
- Народный ансамбль русской песни «Рябинушка»;
- Народная вокально-эстрадная студия «Надежда» ;
- Хор «Радуга»;
- Образцовая студия изобразительного искусства «Семицветик»;
- Фольклорный ансамбль «Забавушка»;
- Народный Клуб авторской песни;
- Студия английского языка;
- Шоу-балет «Диамант»;
- Школа эстрадного танца «Диамант»;
- Школа спортивного бального танца «Экспресс»;
- Школа индийского и восточная танца «Васанта»;
- Хореографическая студия «Подснежник» при образцовом ансамбле танца «Летите, голуби!»;
- Театральная студия «Добрый Жук».